# Los cuatro amores
Los Cuatro Amores es el título en español del libro The Four Loves escrito por C. S. Lewis y publicado por primera vez en 1960 en Londres y Nueva York.
En este ensayo, Lewis aborda el tema del amor, dividiéndolo en cuatro categorías, con la ayuda de los conceptos que toma prestados del idioma griego: Cariño (gr.: Στoργη´), amistad (gr.: Φιλíα), eros (gr.: ´Ερος) y caridad (gr.: Αγα´πη), al que él mismo llama "ese amor que Dios es".
Según Lewis, el amor en todas sus formas es -en virtud de su naturaleza- de dos tipos: De dádiva y de necesidad. Su idea era «escribir algunos panegíricos bastante fáciles sobre el primer tipo de amor, y desestimaciones sobre el segundo (...), no puedo negar el nombre amor al amor de necesidad. (...) La realidad es bastante más complicada de lo que supuse».
Lewis postula que las primeras tres categorías de amor no son autosustentables y que tienden a ser autodestructivas como producto de la imperfección humana, y que sólo el amor divino -la cuarta forma de amor mencionada arriba- puede rescatarlos de su fin. Este punto lo desarrolla a lo largo de toda la obra, explicando en el capítulo dedicado a cada forma de amor cómo ese amor se autodestruiría si no fuera por la intervención o influencia del «amor que Dios es». Ya que dicho amor divino es de una ética elevada, y en vista de que -con la excepción de Dios mismo- los objetos de nuestro amor son susceptibles al cambio, la corrupción y la desaparición, el autor advierte que amar nos expone a sufrimiento y sacrificio casi inevitables. Con todo, dice él, es mejor aceptar esos riesgos, porque la otra opción es no amar en absoluto: Cosa que es sinónimo concluyente y contundente de infelicidad. En sus palabras, «la alternativa en vez de la tragedia, o al menos en vez del riesgo de la tragedia, es la condenación. El único lugar fuera del cielo donde se puede estar perfectamente a salvo de los peligros y perturbaciones del amor es el infierno».

## Opiniones de la crítica
Este libro de Lewis ha cosechado comentarios elogiosos de diversos autores y críticos. He aquí algunos:
- Magistrales pero sin presunciones, las reflexiones sabias, dulces y cándidas de este libro sobre las virtudes y los peligros del amor usan fuentes desde Jane Austen hasta San Agustín. El capítulo sobre la caridad (el amor de Dios) podría considerarse lo mejor que haya escrito Lewis sobre el cristianismo. (Michael Joseph Gross - Amazon.com Review)[6]

- Los Cuatro Amores merece convertirse en un clásico menor como un espejo moderno de las almas, un espejo de las virtudes y las fallas del amor humano (Martin D'Arcy, The New York Times Book Review)[7]

- Un libro raro y memorable (Sidney J. Harris - Saturday Review)[8]